# Czarna Kamienica we Lwowie
Czarna Kamienica (także: Kamienica Lorencowiczowska lub Kamienica Anczowska od nazwisk pierwszych właścicieli; ukr. Чорна кам'яниця) – kamienica we Lwowie, w Rynku pod nr. 4, renesansowa, wzniesiona w latach 1588–1589 według projektu Piotra Barbona. Twórcą charakterystycznej elewacji był prawdopodobnie Andrzej Podleśny.
Przebudowana w 1596 (podwyższona o dwie kondygnacje) i 1884, jeden z najcenniejszych zabytków polskiej architektury XVI w.; w latach 1926–1940 mieściła Muzeum Historyczne Miasta Lwowa, w tym od 20 listopada 1938 Muzeum Historyczne Obrony Lwowa. Od 1940 mieści ukraińskie Muzeum Historyczne we Lwowie.
Kamienica została zbudowana dla poborcy ceł, Włocha Tomasza Albertiego. Wkrótce przeszła ona w ręce aptekarskiej rodziny Lorencowiczów, następnie – bogatego patrycjusza Marcina Nikanora Anczewskiego (Anczowskiego).
Od 1926 stanowi własność miasta, które umieściło w niej muzeum historyczne miasta Lwowa.
Fasada kamienicy pokryta jest diamentową rustyką z piaskowca, który poczerniał ze starości lub – według innych źródeł – został pomalowany na czarno; stąd pochodzi nazwa kamienicy.